# Rezovačke Krčevine
Rezovačke Krčevine – wieś w Chorwacji, w żupanii virowiticko-podrawskiej, w mieście Virovitica. W 2011 roku liczyła 331 mieszkańców.